# Streckenblock
Der Streckenblock, auch Streckenblockung genannt, ist ein System zur Sicherung von Zugfahrten auf der freien Strecke. Es sorgt durch logisches Blockieren einzelner Streckenabschnitte für den Folgezug dafür, dass auf einem Streckengleis mehrere Züge im festen Raumabstand zum vorausfahrenden Zug fahren. Außerdem können so – falls er dafür eingerichtet ist – diese Zugfahrten auch vor Gegenfahrten geschützt werden. Dieser statisch oder dynamisch bestimmte Abstand wird durch ortsfeste technische Einrichtungen bestimmt und gemäß einer ortsbezogenen sowie einer zugbezogenen Logik dem Zug signalisiert.
Unter gewissen Voraussetzungen kann das Verfahren auch innerhalb von Bahnhöfen angewendet werden. Im Regelfall wird die Signalabhängigkeit in Bahnhöfen jedoch durch die Fahrstraßensicherung gewährleistet, der Bahnhofsblock dient nur der Herstellung von Abhängigkeiten zwischen mechanischen Stellwerken innerhalb eines Bahnhofes.

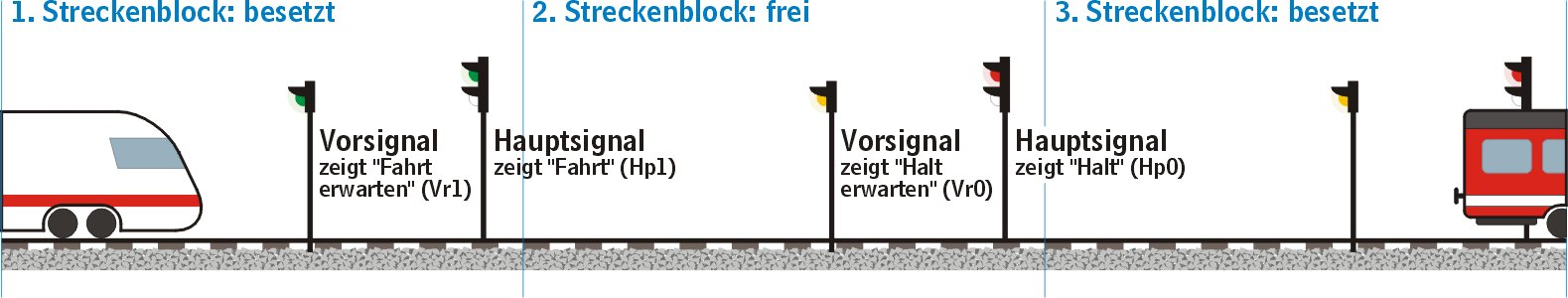
Schematische Darstellung des Streckenblocksystems

## Geschichte

### Anfänge
Die erste nicht selbsttätige Blockeinrichtung wurde von William Fothergill Cooke erfunden und kam 1844 erstmals in England zum Einsatz (auf der Strecke Norwich–Yarmouth der Great Eastern Railway). Die Zeichen wurden mit einer Nadel gegeben, die entsprechend der Fahrtrichtung des Zuges nach rechts oder links ausschlug. Ab 1874 gab es Blockwerke mit mechanischer Abhängigkeit zu den Hauptsignalen.

### Weitere Entwicklung
Wegen der großen Bedeutung des Fahrens im Raumabstand für die Sicherheit des Bahnbetriebes schuf man in Deutschland bereits 1928 eine in der Eisenbahn-Bau- und Betriebsordnung (EBO) festgelegte, für alle normalspurigen Eisenbahnen des öffentlichen Verkehrs verbindliche Rechtsgrundlage. Sie fordert, dass das Signal für die Fahrt in einen Blockabschnitt auf Hauptbahnen mit besonders dichter Zugfolge unter Verschluss der nächsten Zugfolgestelle liegen muss. Bei den deutschen Eisenbahnen sind nicht nur die Hauptbahnen mit Streckenblock ausgerüstet, sondern auch viele Nebenbahnen, auf denen Reisezüge verkehren.

### Blockverschluss
Während das Fahren im Raumabstand anfangs ausschließlich durch Meldungen zwischen den beteiligten Stellwerken im so genannten Zugmeldeverfahren sichergestellt wurde, schafft der Streckenblock technische Abhängigkeiten und Zwänge, die dafür sorgen, dass sich in einem Blockabschnitt immer nur ein Zug befindet. Das Hauptsignal am Anfang des Blockabschnittes wird solange unter Blockverschluss in Haltstellung festgehalten, bis festgestellt ist, dass der vorausgefahrene Zug diese Blockstrecke einschließlich des dahinterliegenden Schutzabschnittes verlassen hat und von einem haltzeigenden Signal gedeckt ist. An eingleisigen Strecken und zweigleisigen Strecken mit Gleiswechselbetrieb sorgt der Streckenblock außerdem für den Ausschluss von Gegenfahrten. Dazu dient der Erlaubniswechsel. Nur die Blockendstelle, wo sich die Erlaubnis befindet, kann Züge in den Abschnitt einlassen. Die Erlaubnis kann nur gewechselt werden, wenn die gesamte Blockstrecke bis zur nächsten Blockendstelle frei von Zugfahrten ist. Betriebsstellen, die ausschließlich der Regelung der Zugfolge dienen, werden Zugfolgestellen genannt.

### Stellwerkstechnik
Mit der Fortentwicklung der Stellwerkstechnik vom mechanischen bis hin zum elektronischen Stellwerk entwickelte man auch den Streckenblock ständig weiter. Im Wesentlichen sind in Deutschland auch heute noch zwei Grundbauformen des Streckenblocks im Einsatz (allerdings in vielen Varianten):
- Nichtselbsttätiger Streckenblock als mechanischer Felderblock in mechanischen und elektromechanischen Stellwerken, handbedienter Relaisblock oder halbautomatischer (nur Vorblockfunktion) zugbedienter Relaisblock in elektromechanischen Stellwerken, teilweise auch in Relaisstellwerken und elektronischen Stellwerken, sowie Trägerfrequenzblock.
- Selbsttätiger Streckenblock meist in Relais- und elektronischen Stellwerken.

Praktisch lässt sich jeder Streckenblock an jede Stellwerksbauart anpassen. Entscheidend ist nur, was wirtschaftlich vernünftig und der Streckenbelegung angemessen ist.

### Entwicklung
Alle modernen Bahnsysteme halten sich an das Prinzip des Raumabstandes aufgrund der Physik der Bremsvorgänge. Außerhalb des UIC ist es mehreren Bahnverwaltungen gelungen, ohne Einbußen für die Betriebssicherheit die Leistungsfähigkeit der Gleisnetze erheblich zu verbessern. Der starre Blockverschluss nach dem Stand der Technik von 1928 wird dort durch Einführung moderner zugfester Sicherungskomponenten und durch sich ergänzende Trennung der gleisfesten und der zugfesten Sicherungssysteme aufgelöst.
Mit der Trennung der Sicherungssysteme ist es möglich, Züge im Raumabstand sicher auf elektrische Sicht zu fahren und damit die Leistung der entsprechend betriebenen Bahnstrecken erheblich zu steigern. Die Einführung solcher modernen Systemkonzepte wird für Europa mit ETCS geplant. Über ETCS Level 3 soll die Vollständigkeit der Züge fahrzeugseitig sicher detektiert und auf eine streckenseitige Gleisfreimeldung zumindest weitgehend verzichtet werden. Zentrales Hindernis ist das Fehlen einer allgemeinen automatischen Zugvollständigkeitskontrolle.

## Funktionsweise

### Allgemeines
Bevor ein Zug in einen Blockabschnitt einfahren darf, müssen folgende Bedingungen erfüllt sein:
1. Der Blockabschnitt muss frei sein
2. Der Gefahrpunktabstand hinter dem Signal am Ende des Blockabschnitts muss frei sein
3. Der vorausfahrende Zug muss durch ein Halt zeigendes Signal gedeckt sein

Erst, wenn diese Bedingungen erfüllt sind, kann das Block- oder Ausfahrsignal am Anfang eines Blockabschnitts auf Fahrt gestellt werden.
Nachdem ein Zug in den Blockabschnitt eingefahren ist, wird dieser durch den Vorblock für andere Zugfahrten gesperrt. Vorgeblockt werden kann erst, wenn das Ausfahr- oder Blocksignal einen Fahrtbegriff zeigte und wieder die Haltstellung einnimmt. Dieser Vorgang sperrt das Ausfahrsignal oder Blocksignal am Anfang des Blockabschnittes solange, bis der Rückblock eingegangen ist. Dadurch wird der Folgefahrschutz gewährleistet.
Nach Räumung des Blockabschnittes wird das Block- oder Einfahrsignal des nächsten Bahnhofs am Ende der Blockstrecke auf Halt zurückgestellt und der Zug dort zurückgeblockt (Rückblock). Die Haltstellung des Folgesignals und die Mitwirkung des Zuges ist technische Voraussetzung für das Zurückblocken, weil der Zug nur unter der „Deckung“ dieses Signals vor einem nachfolgenden Zug geschützt ist. Das Zurückblocken hebt die Sperrung des Signals am Anfang der Blockstrecke wieder auf.
Um zu verhindern, dass sich ein Ausfahr- oder Blocksignal ohne Blockbedienung mehrfach auf Fahrt stellen lässt, gibt es die Streckenwiederholungssperre. Dadurch ist sichergestellt, dass ein Signal sich erst nach Bedienung des Vorblocks und dem anschließenden Rückblock wieder auf Fahrt stellen lässt.
Voraussetzung für den Erlaubniswechsel ist, dass die vollständige Blockstrecke zwischen den Blockendstellen frei von Fahrten ist. Bei nichtselbsttätigem Felder- und Relaisblock wird die Grundstellung der Anfangsfelder der Blockend- und der dazwischenliegenden Blockstellen ausgewertet. Um zu verhindern, dass dieser Zustand fehlerhaft eintritt, weil ein Blockwärter zwar zurückblockt, aber das Vorblocken unterlässt, erhalten Blockstellen auf Strecken mit Erlaubniswechsel Kuppeltasten. Vor- und Rückblock sind damit nur gleichzeitig möglich.
Je nachdem ob die Rückblockinformation einmalig oder ständig übertragen wird, unterscheidet man zwischen nichtselbsttätigem und selbsttätigem Streckenblock:
Bei allen Varianten des nichtselbsttätigen Streckenblocks ohne Streckengleisfreimeldeanlage muss sich der Bediener des Endfeldes davon überzeugen, dass ein Zug mit Zugschlusssignal an der örtlich festgelegten Signalzugschlussstelle vorbeigefahren ist, bevor der Zug zurückgeblockt werden darf. Es besteht auch die Möglichkeit, dass ein anderer Betriebseisenbahner eine Zugschlussmeldung an den Bediener des Streckenblocks abgibt. Nur dann steht fest, dass der Zug vollständig angekommen ist und den Blockabschnitt einschließlich des folgenden Schutzabschnittes geräumt hat. Für dieses relativ umständliche Verfahren gibt es an Strecken mit mechanischem Felderblock und manuell bedientem Relaisblock auch heute noch keine Alternative. Die Information, ob ein Zug den Blockabschnitt vollständig verlassen hat, steht also nur punktuell (zum Zeitpunkt des Rückblockens) zur Verfügung.
Im Gegensatz dazu werden beim selbsttätigen Streckenblock die Bedingungen für die Zulassung der nächsten Zugfahrt ständig mithilfe einer Gleisfreimeldeanlage geprüft.

### Nichtselbsttätiger Streckenblock

#### Felderblock
Die älteste Form des Streckenblocks stellt der Felderblock dar. Für den Streckenblock kommen ausschließlich Wechselstromblockfelder zur Anwendung.
In Grundstellung sind das oder die Ausfahrsignale in Richtung Strecke stellbar, auf Strecken mit Erlaubniswechsel nur auf der Blockendstelle, auf der sich die Erlaubnis befindet. Das Anfangsfeld ist ent-, das Endfeld geblockt. Das Erlaubnisfeld ist entblockt, wenn die Erlaubnis vorhanden ist. Blockbar ist in dieser Lage nur das Erlaubnisfeld zur Erlaubnisabgabe. Das Blocken des Anfangsfeldes wird durch die mechanische Tastensperre als Teil der Anfangssperre verhindert. Das Einfahrsignal ist dagegen streckenblockseitig immer stellbar, die Endsperre verhindert das Bedienen dieses Signals nur während der Rückblockabgabe.
Beim Ziehen des Ausfahrsignals wird die mechanische Tastensperre des Anfangsfeldes unwirksam und das Einfallen der Streckenwiederholungssperre vorbereitet. Der Signalverschluss der Anfangssperre verhindert das Vorblocken weiterhin, solange das Ausfahrsignal auf Fahrt steht. Beim Rückstellen des Ausfahrsignalhebels in Haltstellung fällt die Streckenwiederholungssperre ein, die mechanische Tastensperre ist noch immer unwirksam und das Anfangsfeld kann geblockt werden. Damit wird das Rückstellen der Streckenwiederholungssperre vorbereitet, den Verschluss der Ausfahrsignale in Richtung Strecke übernimmt der Signalverschluss der Anfangssperre. Das korrespondierende Endfeld am Ende des Blockabschnittes wird dabei entblockt. Weitere Veränderungen treten vorerst nicht ein, das sofortige Zurückblocken wird durch die elektrische Streckentastensperre über dem Endfeld verhindert. Sie löst aus, wenn der Zug eine Zugeinwirkungsstelle hinter dem Einfahrsignal (in der Regel eine isolierte Schiene in Verbindung mit einem Schienenkontakt) be- und freigefahren hat. Damit wird das Endfeld bedienbar. Diese Zugeinwirkung erzwingt die Mitwirkung des Zuges, sie enthält jedoch keine Information über die Vollständigkeit diese Zuges. Nachdem der Bediener am Ende dieses Blockabschnittes die Räumung der Blockstrecke durch das Beobachten des Zugschlusses festgestellt hat, stellt er das Signal am Ende der Blockstrecke auf Halt zurück und blockt das Endfeld (zurückblocken). Dabei wird das Anfangsfeld entblockt, die Streckenwiederholungssperre wird zurückgestellt, die Signale am Anfang des Blockabschnittes werden wieder freigegeben und die nächste Fahrt kann folgen.
Bei eingleisigen Strecken kommt noch das Erlaubnisfeld hinzu, um Gegenfahrten zu verhindern. Nur der Bahnhof, der die Erlaubnis besitzt, kann ein Ausfahrtsignal auf Fahrt stellen und damit Fahrten in den Blockabschnitt ablassen. Die Ausfahrsignale des anderen Bahnhofs sind währenddessen gesperrt. Damit Fahrten in der Gegenrichtung stattfinden können, muss die Erlaubnis durch Blocken des Erlaubnisfeldes gewechselt werden. Diese Bauform für eingleisige Strecken nennt man (dreifeldrigen) Streckenblock Form C. Erlaubnisfelder gibt es nur auf den Blockendstellen (Zugmeldestellen), wo Züge kreuzen können und damit die Zugfolge geändert werden kann. Auf Zugfolgestellen, wie z. B. Blockstellen, sind hingegen nur Anfangs- und Endfelder vorhanden. Der Streckenblock Form C erfordert bei erdfreier Schaltung zwischen zwei Blockendstellen sechs Kabeladern, beim Vorhandensein von Blockstellen auf Strecken mit Erlaubniswechsel neun.
Beim Felderblock stellen Blocksperren die Verbindung der Blockfelder zum mechanischen Stellwerk her und verschließen dort die Signale:
- Die Anfangssperre sperrt nach Blocken des Anfangsfeldes die Signalhebel der Block- bzw. Ausfahrsignale. In die Anfangssperre ist auch die Streckenwiederholungssperre integriert, die ein erneutes auf Fahrt stellen der Ausfahrsignale, ohne zwischenzeitliche Betätigung des Blockes, verhindert.
- Die Endsperre, auch Rückblocksperre genannt, verhindert das Rückblocken solange, wie das Einfahr- oder Blocksignal auf Fahrt steht.
- Die Erlaubnissperre, die bei den meisten Bauformen von mechanischen Stellwerken durch eine Übertragungslasche mit der Sperrklinke der Streckenwiederholungssperre verbunden ist, sperrt bei geblocktem Erlaubnisfeld die Ausfahrsignale in Richtung Strecke, zusätzlich verhindert sie bei auf Fahrt stehendem Ausfahrsignal und danach bei eingefallener Streckenwiederholungssperre oder geblocktem Anfangsfeld das Blocken des Erlaubnisfeldes und damit die Erlaubnisabgabe. Sie erfordert den Einbau des Erlaubnisfeldes rechts neben dem Anfangsfeld. Ist das nicht möglich, weil dieser Platz nicht zur Verfügung steht (weil eine Strecke beispielsweise beim Bau des Stellwerkes zweigleisig war und erst nachträglich auf eingleisigen Betrieb zurückgebaut wurde), dann wird die Funktion der Erlaubnissperre elektrisch mit je einer elektrischen Tastensperre über dem Anfangs- und Erlaubnisfeld nachgebildet.

Bei älteren elektromechanischen Stellwerken, in einigen Fällen auch in Relaisstellwerken, wird ebenfalls der Felderstreckenblock angewendet. Jedoch müssen die nicht vorhandenen mechanischen Abhängigkeiten der Blocksperren durch elektrische Abhängigkeiten nachgebildet werden (sogenannter sperrenloser Block). Der Blockkasten des Felderblockes wird dabei neben dem Hebelwerk oder Gleisbildtisch aufgestellt. Die Verwendung von Lichtsignalen in mechanischen Stellwerken mit Tastensteuerung (insbesondere Ausfahrsignale) erfordert die Umstellung auf den sperrenlosen Block ebenfalls.
Da beim Felderblock die Reihenfolge der Bedienung des Anfangs- und Endfeldes (jeweils in unterschiedlichen Stellwerken) festgelegt ist, ist dieser zur Sicherung von Zugfahrten, die zwischen den Stellwerken enden und wenden, nicht geeignet. Aus diesem Grund ist der Streckenblock nur bedingt geeignet, zwei Stellwerke innerhalb eines Bahnhofs in Abhängigkeit zu bringen (Streckenblock auf Bahnhofsgleisen). Die Forderungen nach der Mitwirkung des Fahrdienstleiters bei allen Hauptsignalbedienungen und der Sicherung von Fahrstraßen über mehrere Stellwerksbezirke führte zur Entwicklung des Bahnhofsblocks.

#### Relaisblock
Bei den späteren elektromechanischen Stellwerken wurde der Blockkasten des Felderblockes als störend empfunden, weshalb Ende der 1930er Jahre der Relaisblock entwickelt wurde. Dieser wurde anfangs noch Magnetschalterblock genannt.
Der Relaisblock arbeitet nach demselben Funktionsprinzip wie der Felderstreckenblock Form C und kann auch mit diesem zusammenarbeiten. An Stelle der Blockfelder werden jedoch Blockrelais (Schrittschaltwerke mit polarisiertem Magnetsystem) genutzt. Die erforderlichen Abhängigkeiten untereinander und zur Stellwerksanlage werden durch weitere Relaisschaltungen hergestellt. Anfangs wurden die Streckenblockfelder eins zu eins durch Blockrelais ersetzt (dreifeldriger Relaisblock), wegen der gleichartigen Sperrfunktion (in geblockter Stellung werden die Ausfahrsignale in Haltstellung verschlossen) fasste man etwa um 1960 das Anfangs- und Erlaubnisblockrelais in einem gemeinsamen Blockrelais (A/Erl) zusammen. Das Endfeld, das keine Verschlussfunktion hat, wurde durch ein Flachrelais als Blockstromempfänger und eine Speicherschaltung ersetzt. Damit entstand der einfeldrige Relaisblock. Auswahlorgan ist die Streckenwiederholungssperre, in der Regel ein Stützrelais. Steht sie in Grundstellung, erfolgt die Erlaubnisabgabe, in Wirkstellung der Vorblock.
Das Vor- und Rückblocken des handbedienten Relaisblocks erfolgt wie beim Felderblock durch den Bediener. Beim elektromechanischen Stellwerk wird in der Regel mittels der Vorblocktaste im Hebelwerksaufbau vorgeblockt. Dazu muss vorher der Fahrstraßensignalhebel um- und zurückgelegt werden, das Ausfahrsignal auf Halt stehen und der Zug mitgewirkt haben. Manuell rückgeblockt werden kann erst, nachdem der Vorblock eingegangen ist, das Einfahrsignal auf Halt steht, der Zug mitgewirkt hat und der Zugschluss erkannt wurde.
Bei Relaisstellwerken, zusätzlich auch bei modernisierten mechanischen oder elektromechanischen Stellwerken mit Lichtsignalen, wird häufig der halbautomatische Relaisblock verwendet. Anzeigen und Bedientasten werden in den Gleisbildtisch integriert. Dabei erfolgt der Vorblock selbsttätig beim Befahren der Zugeinwirkung für die Fahrstraßenauflösung, jedoch muss manuell zurückgeblockt werden, nachdem der Zugschluss erkannt wurde. Wenn eine Streckengleisfreimeldeanlage vorhanden ist oder die Vollständigkeit der Züge auf andere Weise sicher festgestellt werden kann, ist es möglich, auch den selbsttätigen Rückblock (automatisierter Relaisblock) einzurichten. Der automatisierte Relaisblock zählt jedoch trotzdem zu den nichtselbsttätigen Blocksystemen, weil der Bediener bei Störungen der Gleisfreimeldeanlage die Freiprüfung des Streckenabschnitts und das Rückblocken übernehmen kann. Systembedingt steht die Gleisfreimeldeinformation des Streckengleises nur an einem Ende an. Die sichere Übertragung dieser Information zur anderen Blockendstelle als Voraussetzung für einen selbsttätigen Rückblock in beiden Richtungen bei Strecken mit Erlaubnswechsel ist aufwändig, sie wird daher auch vergleichsweise selten angewendet.
Beim Relaisblock ist es möglich, einen manuellen Hilfsvorblock einzurichten. Damit bleibt die Blockbedienung auch möglich, wenn Züge beispielsweise bei Störungen ohne Ausfahrsignalbedienung oder auf Ersatzsignal verkehren müssen. Dieser Hilfsvorblock wurde daraufhin auch beim sperrenlosen Felderblock eingeführt. Bei seiner Betätigung gelangt die Streckenwiederholungssperre in Wirkstellung und die elektrische Tastensperre über dem Anfangsfeld (blaue Tastensperre) löst aus.
Der Relaisblock wird ebenfalls als Schnittstelle zwischen elektronischen und Stellwerken anderer Bauformen verwendet.
Beim Felder- und Relaisblock wird die zur Auslösung des Blockvorgangs im Nachbarstellwerk benötigte Energie vollständig über die Blockadern (die in der Regel zusammen mit den Fernmeldeleitungen im Strecken(fernmelde)kabel, in der Vergangenheit an Strecken ohne Wechselstrom-Elektrifizierung auch über Freileitungen, geführt werden) übertragen. Der Aderwiderstand auf diesen Leitungen schränkt den Maximalabstand zwischen zwei Stellwerken ein, was besonders in den 1970er Jahren zum Problem wurde, als die Deutsche Bundesbahn immer mehr Bahnhöfe zu Haltepunkten zurückbaute und somit die Blockabschnitte immer länger wurden. Außerdem benötigt der Felder- bzw. Relaisblock für eingleisige Strecken bis zu neun Adern zwischen den Bahnhöfen. Es gibt jedoch auch Relaisblockbauformen, die nur zwei Adern pro Streckengleis erfordern (sogenannter Zweiaderblock). Sie sind jedoch untereinander nicht kompatibel, erfordern die gleichartige Ausrüstung einer Strecke zwischen zwei Blockendstellen und blieben vergleichsweise selten.

#### Trägerfrequenzblock
In den 1970er Jahren ereigneten sich auf Nebenstrecken ohne Streckenblock mehrere schwere Unfälle (Eisenbahnunfall von Warngau und Eisenbahnunfall von Radevormwald), die die damalige Deutsche Bundesbahn zur Nachrüstung von Streckenblock auf diesen Strecken zwangen. Die eingesetzten mechanischen Stellwerke wären jedoch nur mit großem Aufwand mit Felderblock nachrüstbar gewesen.
All diese Gründe führten zur Entwicklung des Trägerfrequenzblocks 71 (Tf-Block 71), der ähnlich wie der Felder- oder Relaisblock arbeitet. Die Blockvorgänge laufen jedoch elektronisch ab, indem die auf einem Streckenfernmeldeadernpaar gesendete Trägerfrequenz je nach Information (Vorblock, Rückblock, Erlaubnis und Fahrtrichtungsmeldung) moduliert wurde und auf der Empfangsseite ausgewertet wurde. Mittels Relaisschaltungen wurde die elektronisch empfangene Information in Sperrinformationen für das Stellwerk umgesetzt. Das Vorblocken geschieht in der Regel automatisch durch den Zug. Der Rückblock erfolgt durch den Bediener. Mit einer zusätzlichen Achszähleinrichtung konnte auch das Rückblocken automatisiert werden.
Durch die Nutzung eines vorhandenen Fernmeldeadernpaars konnte eine kostengünstige Nachrüst-Lösung für Nebenstrecken entwickelt werden.

#### Stichstreckenblock
Dieser Begriff bezeichnet eine Blocksicherung einer Stichstrecke: Für jeden in die Stichstrecke einfahrenden Zug wird der Blockabschnitt durch Vorblocken für andere Zugfahrten gesperrt. Nach Ankunft des Zuges wird der Abschnitt durch Rückblocken wieder entsperrt, sodass ein anderer Zug in die Stichstrecke einfahren kann. Der Stichstreckenblock ist also eine Spezialform des nichtselbsttätigen Streckenblockes, bei der sich alle Blockeinrichtungen an einer Betriebsstelle befinden.

### Selbsttätiger Streckenblock

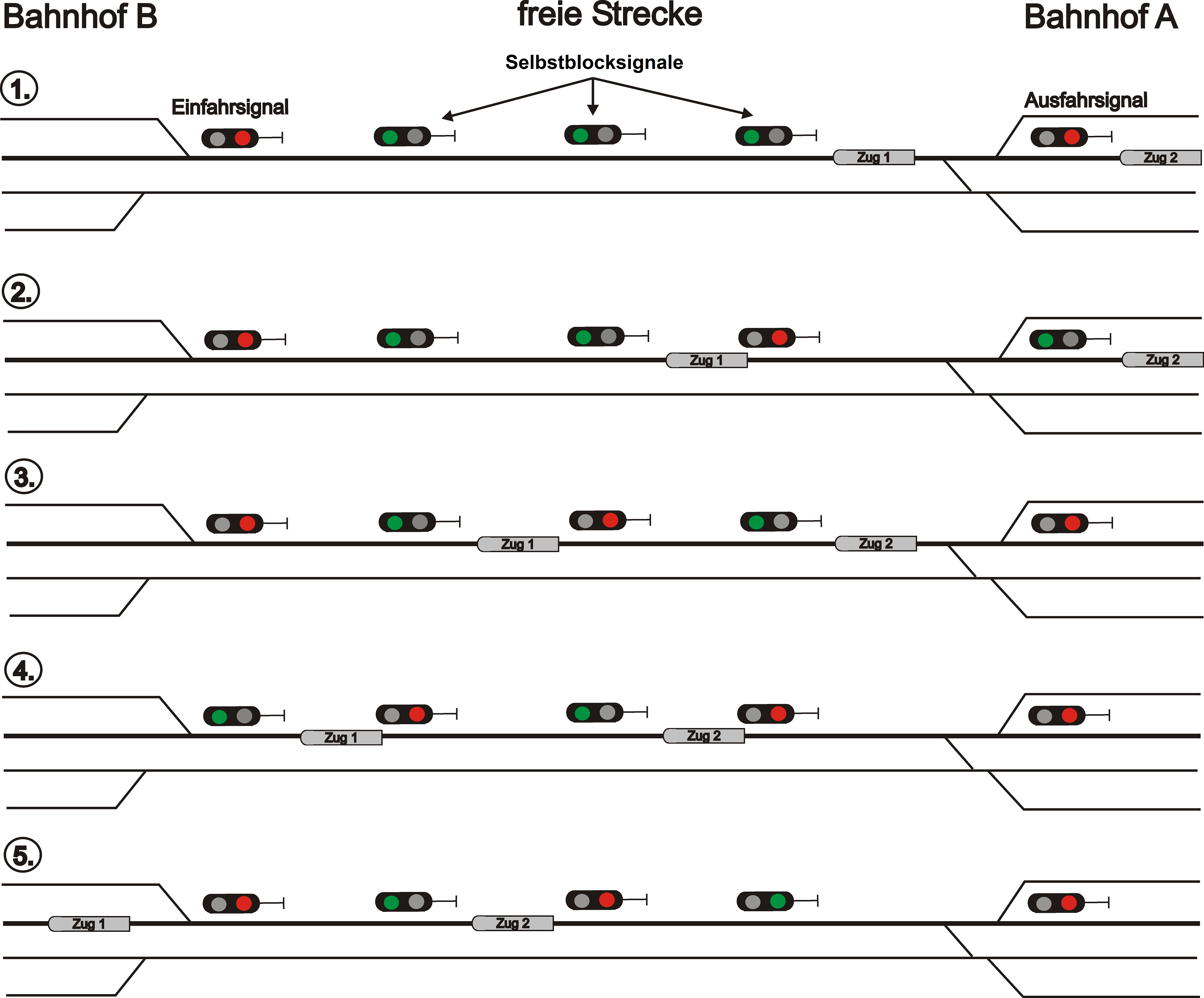
Schematische Darstellung der Funktionsweise des Selbstblocks

Bei selbsttätigem Streckenblock werden die Züge nicht mehr vor- und zurückgeblockt. Stattdessen werden durch die Technik folgende Bedingungen sichergestellt, solange ein Blocksignal auf Fahrt steht:
- Die Streckengleisfreimeldeanlage meldet das Freisein der Blockstrecke und des Gefahrpunktabstandes.
- Das folgende Hauptsignal, das die folgende Blockstrecke schützt, war zu einem Zeitpunkt nach der Durchfahrt des letzten Zuges in Haltstellung, kann – je nach Bauform des Streckenblocks – inzwischen aber wieder Fahrt zeigen.

Im Gegensatz zum nichtselbsttätigen Streckenblock werden die Voraussetzungen zur Zulassung einer Zugfahrt kontinuierlich, also besonders auch nach der Fahrtstellung des Signals, geprüft.
Man unterscheidet zwischen verschiedenen Varianten des selbsttätigen Streckenblocks.

#### Selbstblock
Beim Selbstblock werden Zugfahrten selbsttätig bzw. automatisch durch zugbediente Blockeinrichtungen gesichert. Selbstblockanlagen entstanden, nachdem durch die Erfindung des Gleisstromkreises eine lückenlose und sichere selbsttätige Gleisfreimeldung möglich wurde, am Anfang des 20. Jahrhunderts zunächst auf dicht belegten U-Bahn-Strecken. Damit wurde es möglich, die Blockabschnitte ohne Personalmehraufwand bis auf den Bremswegabstand, beim Vorhandensein einer Mehrabschnittssignalisierung auch darunter und die Zugfolgezeiten auf unter zwei Minuten zu verkürzen. Die Gleisfreimeldeanlage sperrt automatisch die Signale eines besetzen Blockabschnittes. Frühe Bauformen, beispielsweise die bei der Berliner S-Bahn eingesetzten AB 28 und AB 37, ermöglichten keinen Erlaubniswechsel, sie konnten nur auf zweigleisigen Strecken eingesetzt werden. Der Erlaubniswechsel wurde erst nach dem Zweiten Weltkrieg verfügbar, zunächst ohne Blocksignale entgegen der Regelfahrtrichtung. Bei neueren Bauformen ist es möglich, wahlweise keine, weniger oder ebenso viele Blocksignale wie in Regelfahrtrichtung aufzustellen. Ebenso ist der Verzicht auf den Erlaubniswechsel möglich. Der ungestörte automatische Streckenblock erreicht auch nach einer Fahrt entgegen der eingestellten Fahrtrichtung wieder die Grundstellung.
Werden Blocksignale eingesetzt, stehen sie in Erlaubnisrichtung in Grundstellung auf Fahrt (ausgenommen, wenn sie Bahnübergänge decken). Beim Befahren des Abschnittes hinter einem Blocksignal fällt es selbsttätig in die Haltstellung. Nach Räumung des Blockabschnittes und des zugehörigen Schutzabschnittes hinter dem nächsten Blocksignal kommt das Blocksignal selbsttätig wieder in Grundstellung, wenn das folgende Hauptsignal die Haltstellung eingenommen hat. Diese Blocksignale heißen selbsttätige Blocksignale oder auch Selbstblocksignale (Sbk). Einfahr- und Ausfahrsignale der den Abschnitt begrenzenden Bahnhöfe sind in die Abhängigkeiten einbezogen.
Die im Bereich der Deutschen Bundesbahn meistverbreitete Bauform des Selbstblocks ist der Sb 60. Im Bereich der Deutschen Reichsbahn nannte man diese Form des selbsttätigen Streckenblocks automatischen Streckenblock oder auch Automatikblock. Dort stellte die am weitesten entwickelte Bauform der AB 70 mit einheitlichen Schaltgestellen und -schränken für nahezu jeden Anwendungsfall dar.
Unterschiedlich ist die Signalisierung entgegen der eingestellten Erlaubnisrichtung. Während die Blocksignale in Deutschland in diesem Fall den Haltbegriff zeigen, werden sie in vielen anderen Ländern betrieblich abgeschaltet, wobei das jeweils letzte Blocksignal vor einem Bahnhof in Warnstellung steht. Damit werden Fahrten entgegen der Erlaubnisrichtung, insbesondere im Störungsfall, erleichtert, indem die Triebfahrzeugführer nur einmal beauftragt werden müssen, an einem haltzeigenden Signal vorbeizufahren.

#### Zentralblock
In moderneren Relaisstellwerken und Elektronischen Stellwerken (ESTW) ist der Streckenblock häufig zentral aus dem Stellwerk gesteuert (Zentralblock). Die erste Bauform dieser Art war der Zentralblock 65 von Siemens. Vorteilhaft war hier die Zentralisierung der Relaisbaugruppen im Stellwerk, wodurch der Instandhaltungs- und Entstörungsaufwand verringert werden sollte. Die Entfernung der Blocksignale vom Stellwerk ist jedoch bei Anwendung herkömmlicher Kabel auf 6,5 km begrenzt. Mit Lichtwellenleitertechnik ist diese Grenze heutzutage allerdings faktisch aufgehoben. Sie erfordert jedoch eine zusätzliche und unterbrechungsfreie Stromversorgung für jedes so eingebundene Blocksignal. 
Ein Teil oder die gesamte freie Strecke zwischen zwei Betriebsstellen ist dabei einem Stellwerk zugeordnet. Die Signale sind in Grundstellung auf Halt. Bei der Einstellung einer Fahrstraße in ein Streckengleis werden die Blocksignale „angestoßen“, d. h. wenn der Zugfolgeabschnitt frei ist und eine „Anrückmeldung“ erfolgt, geht das Signal auf Fahrt. Ist er belegt, wird der Anstoß gespeichert und das Signal geht nach Vorliegen der Bedingungen auf Fahrt („Nachlaufen“). Somit folgen sich die Züge automatisch im kürzest möglichen Blockabstand. Zusätzlich können Bahnübergangsabhängigkeiten eingerichtet werden, d. h. die Blocksignale decken auch die Bahnübergänge und gehen nur bei gesicherter Bahnübergangsanlage auf Fahrt. Die Prüfung des Bahnübergangs auf Freisein kann durch Hinsehen (auch über eine Kamera) oder automatisch mittels Radarscanner erfolgen. Um die Bahnübergangsschließzeiten so gering wie möglich zu halten, gehen diese Signale erst kurz vor der berechneten Vorbeifahrt des Zuges am Vorsignal auf Fahrt. Dazu gibt es Gleisschaltmittel, die die Vorbeifahrt des Zuges ankündigen und für die Einschaltung der Bahnübergangsanlage sorgen.
Technisch handelt es sich um sogenannte Blockfahrstraßen, die ähnlich den Bahnhofsfahrstraßen sind.

#### LZB-Zentralblock
Beim LZB-Zentralblock wird nicht mehr jede Blockstelle mit einem Lichtsignal ausgestattet. Hier wird unterschieden zwischen LZB-Blockstellen mit Hauptsignalen und LZB-Blockstellen ohne Hauptsignale.
Die Hauptsignale können dabei nur in die Fahrtstellung kommen, wenn alle folgenden Blockabschnitte bis zum nächsten Hauptsignal frei sind. LZB-geführte Züge dagegen können durch elektronische Anzeigen im Führerstand einem vorausfahrenden Zug – unabhängig davon ob dieser LZB- oder signalgeführt fährt – im Abstand der LZB-Blockstellen (sogenannten Teilblöcken) folgen. Ein solcher Zug muss hierbei an einem eigentlich haltzeigenden Signal vorbeifahren. Um die Lokführer nicht zu irritieren, werden Signale, die ohne Berücksichtigung der LZB in Haltlage stehen oder einen geringerwertigen Fahrtbegriff zeigen würden, vor der Fahrt eines LZB-geführten Zuges dunkelgeschaltet.
LZB-Zentralblock wurde sowohl mit Relaisstellwerken der Bauformen Sp Dr S 600 sowie Sp Dr L 60 und MC L 84N als auch mit Elektronischen Stellwerken realisiert.

#### Hochleistungsblock
Der auf der Linienzugbeeinflussung basierende Hochleistungsblock bezeichnet einen Bestandteil von CIR-ELKE zur Erhöhung der Leistungsfähigkeit von stark belasteten Zugstrecken mit ausgeprägtem Mischverkehr aus verschieden schnellen Zügen. Durch eine geschickte Anordnung von LZB-Blockstellen auf der freien Strecke als auch von Teilzugfahrstraßen innerhalb von Bahnhöfen sollen hier Überholvorgänge flüssiger gestaltet werden. Folgende Maßnahmen werden dafür ergriffen:
- Kürzere LZB-Blockabschnitte auf freier Strecke.
- Vor Zwangspunkten wie Bahnhöfen sowie Überleit- und Abzweigstellen deutlich kürzere LZB-Blockabschnitte als in der Mitte der Strecke. Damit kann vor einem Bahnhof ein schnellerer Zug näher auf einen langsameren Zug auflaufen, wodurch der Überholungsvorgang beschleunigt wird.
- Nach Bahnhöfen ebenfalls deutlich kürzere LZB-Blockabschnitte. Auf diese Art kann ein überholter Zug eher dem überholenden folgen.
- Nutzung der Teilzugfahrstraßen in Bahnhöfen für LZB-geführte Züge. Diese können dann innerhalb von Bahnhöfen näher zu dem voranfahrenden Zug aufrücken.
- Selbstständige Bestimmung der zulässigen Geschwindigkeiten in Bahnhöfen und Abzweigstellen durch die LZB. Dadurch müssen Züge, die in ein Überholgleis oder in eine abzweigende Strecke fahren, nicht bereits beim Einfahrsignal auf die niedrigere Geschwindigkeit abbremsen, sondern müssen die niedrigere Geschwindigkeit erst kurz vor der ersten abzweigenden Weiche erreicht haben.
- Höhere Geschwindigkeiten insbesondere für Güterzüge bei LZB-Führung durch Wegfall des starren Bremsweges von 1000 Metern.

Auf diese Art soll die Kapazität der Strecken um 20 % bis 30 % gesteigert werden. Der Hochleistungsblock erfordert eine Ausstattung möglichst aller Züge mit LZB für eine effektive Nutzung der Vorteile.
Eine Verdichtung der Blockteilung kann sich u. a. vor und nach Verzweigungen (Abzweigstellen, Überhol-/Abzweigbahnhöfen), innerhalb von Bahnhofsköpfen, im Bereich von Geschwindigkeitsschwellen (Wechsel auf eine deutlich niedrigere Höchstgeschwindigkeit), vor, nach und ggf. an Bahnsteigen sowie vor höhengleichen Kreuzungen lohnen.
Der Hochleistungsblock kann auch mit ETCS gebildet werden. In Deutschland konnten mit ETCS zunächst bis zu 100 Meter kurze Blockabschnitte realisiert werden. Eine Änderung des ETCS-Lastenhefts für die weitere Verkürzung bis auf 30 m ist zwischenzeitlich erfolgt. Der Mindestabstand hängt nunmehr von der zulässigen Höchstgeschwindigkeit, der Verlegegenauigkeit der Eurobalisen sowie der Reaktionszeit des ETCS-Fahrzeuggeräts ab. Ohne besondere Fahrzeuganforderungen können dabei beispielsweise bei 120 km/h 65 m zugelassen werden. Im Zuge des Digitalen Knotens Stuttgart soll Teilblock am Bahnsteig in Bahnhöfen mit ETCS entwickelt werden.
Für den Hochleistungsblock bestehen verschiedene Restriktionen. So dürfen Blockkennzeichen nicht weniger als 300 m vor einem Vorsignal sowie nicht zwischen dem Start und Ziel von Rangierfahrstraßen angeordnet werden. Ferner dürfen in Zugfahrstraßen mit Teilung durch Blockkennzeichen keine alleinstehenden Geschwindigkeitsanzeiger stehen. Auch in Bereichen um elektrischen Schaltabschnittsgrenzen der Oberleitung oder innerhalb von Weichen und Kreuzungen dürfen keine Blockkennzeichen platziert werden. Mitunter schränken auch betriebliche Randbedingungen sowie Maßgaben von Sicherheits- und Rettungskonzepten die Spielräume ein. Durch ein Verkehrsleitsystem bestehen Perspektiven, zukünftig Hochleistungsblock in derartigen Bereichen anzuordnen. Beispielsweise könnten die Zuglänge oder die Position gehobener Stromabnehmer ausgewertet werden.

### Länge der Blockabschnitte
Die durch Streckenblock gesicherte freie Strecke ist in einzelne Zugfolgeabschnitte, auch Blockabschnitte, unterteilt. Die Länge der Blockabschnitte wird von der Zugdichte, der zulässigen Geschwindigkeit und der Länge der Züge bestimmt. Ein klassischer Blockabschnitt muss mindestens so lang sein, dass ein Zug nach der Vorankündigung des haltzeigenden Hauptsignals durch das Vorsignal in Warnstellung, bei neuzeitlichen Anlagen durch die Vorsignalisierung am rückgelegenen Hauptsignal, aus der zulässigen Streckengeschwindigkeit sicher anhalten kann.
In Deutschland beträgt dieser Bremsweg der Strecke je nach zulässiger Höchstgeschwindigkeit auf Hauptbahnen 700, 1000 oder 1300 Meter, auf Nebenbahnen 400 oder 700 Meter.
Zur Verkürzung der Blockstrecken steht im H/V-Signalsystem das Halbregelabstandsverfahren zur Verfügung, bei dem der minimale Abstand zwischen zwei Blocksignalen halbiert wird. Dabei wird ein Hauptsignal weiterhin im Bremsweg, also über zwei Folgeabschnitte hinweg, angekündigt; das dazwischenliegende Signal zeigt eine Wiederholung des letzten (Vorsignal-)Bildes mit Zusatzlicht, weil ab hier nur ein verkürzter Bremsweg zur Verfügung steht, und zusätzlich Kennlicht am Hauptsignalschirm.
Bei Hl- und Ks-Signalen dagegen kann der Bremsweg auf ein haltzeigendes Hauptsignal hin über mehrere Blockabschnitte hinweg über immer niedrigere Geschwindigkeitsvorgaben (bei Ks-Signalen durch Zusatzsignale) vorgegeben werden (»Signale im verkürzten Bremswegabstand«). Kennzeichnend für diese Anordnung ist, dass beim Freiwerden folgender Signale auch die signalisierte Geschwindigkeit am Standort von Hauptsignalen aufgewertet wird, beispielsweise durch Verlöschen des Gelb 2 (gegebenenfalls in Verbindung mit Lichtstreifen) oder des Zs 3.
Die Kapazität einer Strecke wird maßgeblich durch die Länge der Blockabschnitte bestimmt. Eine Verkürzung der Blockabschnitte durch zusätzliche Hauptsignale und eine entsprechende Anpassung der Sicherungstechnik wird als Blockverdichtung bezeichnet.
Noch kürzere Abschnitte sind bei LZB-Führung möglich: Hier liegt bei Hochleistungsblock und CIR-ELKE die technische Mindestlänge eines Blockabschnittes bei 37,5 Metern.
Expertenschätzungen im Rahmen der Digitalen Schiene Deutschland erwarteten 2019 abhängig von der bestehenden Sicherungstechnik eine um bis 20 Prozent erhöhte Kapazität (bezogen auf die Nennleistung 2019) durch Blockverdichtungen. Eine 2023 vorgelegte Studie erwartet darauf aufbauend rund fünf Prozent mehr zusätzlich potenziell vermarktbare Fahrplantrassen, wenn bisherige Restriktionen der Blockteilung (an Bahnübergängen und elektrischen Streckentrennungen von Bahnhöfen) aufgelöst werden. Eine weitere Kapazitätssteigerung von rund acht Prozent sei durch Fahren im wandernden Raumabstand („Moving Block“) möglich.

## Technische Unregelmäßigkeiten
Besondere Aufmerksamkeit gilt dem Streckenblock bei Fahrten von Kleinwagen, die die Anlagen fehlerhaft beeinflussen, oder anderen Unregelmäßigkeiten, wie technischen Störungen. Hierbei arbeiten die Fahrdienstleiter nach einem dezidierten Regelwerk, um die Betriebssicherheit auch unabhängig von technischer Absicherung aufrechtzuerhalten.
Kleinwagenfahrten waren insbesondere solange problematisch, wie Zugeinwirkungen durch Schienenstromschließer, die die Schienendurchbiegung durch ein darüberrollendes Rad auswerten, betätigt wurden. Die geringe Achsfahrmasse reichte nicht für eine sichere Auslösung. Deshalb verkehrten Kleinwagen, die auf die freie Strecke übergehen sollten, auf eine besondere Fahrtanweisung und damit ohne Signalbedienung. Nachdem Schienenstromschließer zumindest im Hauptstreckennetz kaum mehr eingesetzt werden, konnten die entsprechenden Regelungen aufgehoben werden.
Beim klassischen Felderstreckenblock ist die häufigste Störung das Nichtauslösen der Streckentastensperre durch Versagen der Zugeinwirkung. Die entsprechende Einrichtung beim Relaisblock ist der Rückblockentsperrer. Dadurch ist das Rückblocken nicht möglich und der nächste Zug muss ohne Signalbedienung und damit auf besonderen Auftrag durch Ersatzsignal oder schriftlichen Befehl verkehren. Bei Strecken mit Erlaubniswechsel ist auch keine Erlaubnisabgabe mehr möglich, damit sind die Züge in beiden Fahrtrichtungen betroffen. Die beteiligten Fahrdienstleiter führen zur Sicherung des Fahrens im Raumabstand das Rückmelden ein. Hilfsauflösungen zur Umgehung dieser Störung wurden in Deutschland abgeschafft, nachdem ihre unsachgemäße Nutzung zu schweren Unfällen geführt hatte.
Müssen Zugfahrten ohne Ausfahrsignalbedienung stattfinden, dann ist ein Vorblocken nicht möglich. Die Streckentastensperre am Ende des Blockabschnittes löst bei dieser Fahrt jedoch aus, obwohl kein Vorblock eingegangen ist. Damit wäre das Zurückblocken des nächsten Zuges sofort nach dem Vorblocken möglich. Aus diesem Grund ist bei Zugfahrten ohne Ausfahrsignalbedienung ebenfalls das Rückmelden einzuführen. Bei Bauformen ohne mechanische Abhängigkeit zwischen Signalbedieneinrichtung und Streckenblock, das betrifft alle Formen des Relais-, automatischem und Zentralblock sowie den sperrenlosen Felderblock, kann in diesem Fall mit der Hilfsvorblocktaste doch vorgeblockt werden. Weil es keine Regelbedienung ist, ist trotzdem das Rückmelden einzuführen. Es kann nach einer weiteren, ordnungsgemäß verlaufenden Zugfahrt wieder aufgehoben werden, auf Strecken mit Zweirichtungsbetrieb nach je einer Fahrt in beiden Richtungen. 
Müssen Züge an haltzeigenden Einfahr- oder stellwerksbedienten Blocksignalen vorbeifahren, dann wird die Zugeinwirkung für die elektrische Streckentastensperre bzw. den Rückblockentsperrer wegen des fehlenden Fahrtbegriffes nicht angeschaltet. Um zu verhindern, dass sich Störungen in einem Bahnhof auf die Strecke auswirken, gibt es für diesen Fall einen Anschalter. Mit dessen nachweispflichtiger Betätigung wird die Streckentastensperre trotzdem angeschaltet, löst beim Befahren der Zugeinwirkung aus und das Zurückblocken ist möglich. 
Bei selbsttätigen Streckenblockbauarten wirken sich insbesondere Störungen der selbsttätigen Gleisfreimeldeanlage so aus, dass ein oder mehrere Blocksignale keine Fahrtstellung erreichen. Davon können auch Ausfahrsignale von Bahnhöfen betroffen sein. Problematisch sind derartige Störungen auf Strecken mit großen Stellbereichen, auf denen es keine Stelle gibt, die die Vollständigkeit eines Zuges feststellen kann. Im ungünstigsten Fall muss das der Triebfahrzeugführer bei einem Betriebshalt selbst tun.

## Anwendung des Prinzips bei Achterbahnen
Anders als die meisten anderen Schienenfahrzeuge besitzen die Wagen von Achterbahnen in der Regel kein eigenes Antriebs- oder Bremssystem (Ausnahmen: Powered Coaster, „angetriebene Achterbahnen“ und einige alte Holzachterbahnen (Scenic-railways)). Deshalb kommen bei Achterbahnen an oder neben der Strecke montierte Brems- und Antriebssysteme zum Einsatz.
Auf Anlagen mit langer Strecke oder mit Fahrzeugen für wenige Personen fahren zur Steigerung der Fahrgast-Kapazität meist mehrere Fahrzeuge gleichzeitig. Um Kollisionen dabei zu vermeiden, ist die Strecke dann je nach Anzahl der Fahrzeuge in mehrere Blockabschnitte aufgeteilt. Diese werden durch Streckenelemente, die einen definierten Halt ermöglichen (Bremsen oder Antriebselemente), voneinander abgetrennt. Ein Fahrzeug wird so lange festgehalten, bis das vorausfahrende Fahrzeug den nachfolgenden Blockabschnitt wieder vollständig verlassen hat. Um dies zu kontrollieren, sind an der Strecke Sensoren – es kommen dabei verschiedene Typen von Näherungsschaltern zum Einsatz – angebracht, die der zentralen Steuerung der Achterbahn dies mitteilen. Sobald der Block frei ist, wird die Bremse geöffnet beziehungsweise das Transportsystem wird freigegeben.
Als Blockbremsen kommen bei den meisten Achterbahnen pneumatische Klotzbremsen zum Einsatz.